# Prospero Colonna (cardinal, 1426)
Ne doit pas être confondu avec Prospero Colonna.
Prospero Colonna (né vers 1410 à Rome, Italie, et mort le 24 mars 1463 à Rome) est un cardinal italien du XVe siècle. 
Il est un neveu du pape Martin V et l'oncle du cardinal Giovanni Colonna (1480). Les autres cardinaux de la famille Colonna sont Giovanni Colonna (1212), Giacomo Colonna (1278), Pietro Colonna (1288), Giovanni Colonna (1327), Agapito Colonna (1378), Stefano Colonna (1378), Pompeo Colonna (1517), Marco Antonio Colonna, seniore (1565), Ascanio Colonna (1586), Girolamo Colonna (1627), Carlo Colonna (1706), Prospero Colonna (1739), Girolamo Colonna di Sciarra (1743), Prospero Colonna di Sciarra (1743), Marcantonio Colonna (1759) et  Pietro Colonna (1766), qui prend le nom Pamphili.

## Repères biographiques
Prospero Colonna est notaire apostolique, chanoine à Liège et archidiacre de Canterbury.
Colonna est créé cardinal in pectore par le pape Martin V lors du consistoire du 24 mai 1426. Sa création est publiée le 8 novembre 1430. Le cardinal participe au conclave de 1434, lors duquel Eugène IV est élu. Il est déposé par le pape pour être parti de Rome pendant la nuit clandestinement et avoir joint le parti des ennemis du pape, mais il est rétabli peu après. En 1439, il est camerlingue du Sacré Collège. 
Colonna s'est fortement intéressé à l'archéologie. Il participe au conclaves de 1447, 1455 et 1458 et couronne les nouveaux papes Nicolas V, Calixte III et Pie II. Il est un protecteur d'humanistes comme Leone Battista Alberti, et possède une grande et riche bibliothèque.